# Selliguea tibetana
Selliguea tibetana är en stensöteväxtart som först beskrevs av Ren-Chang Ching och S.K.Wu, och fick sitt nu gällande namn av S.G.Lu, Hovenkamp och M.G.Gilbert. Selliguea tibetana ingår i släktet Selliguea och familjen Polypodiaceae. Inga underarter finns listade.